# 佐藤利明
佐藤 利明（さとう としあき、1963年8月9日 - ）は、日本の映画評論家、ミュージカル・音楽評論家、音楽プロデューサー、放送・構成作家。映画解説等の仕事では肩書きを「娯楽映画研究家」とするのが通例。また、音楽プロデューサー・評論家としては「オトナの歌謡曲プロデューサー」という肩書きも用いる。浦山珠夫名義（女優：浦山珠美 (浦山珠実)にちなむ名前）をペンネームとしても使用する。東京都出身。中央区立泰明小学校、私立獨協学園卒業。

## 略歴
雑誌、新聞、テレビ、ラジオ、インターネットなどの様々な媒体での映画解説の他、映画DVDや音楽CDの企画、解説。名画座などの上映プログラム執筆。
「したまちコメディ映画祭in台東」などの映画祭のプロデュース、それら映画上映時のトークショー出演、コンサートの脚本執筆なども活発に行う。
内外の映画の解説、評論では、月刊映画雑誌「映画秘宝」にて、浦山珠夫名義で、映画解説や映画関係者へのインタビュー記事をほぼ毎回寄稿。
舛田利雄との共著『映画監督 舛田利雄〜アクション映画の巨星 舛田利雄のすべて〜』（ウルトラ・ヴァイブ、2007年刊行）では、石原裕次郎主演作等を数多く監督し日本の娯楽映画を牽引してきた存在でありながらも、それまで取り上げられる機会に恵まれなかった舛田にロング・インタビューを行ない、好評を博した。
石原裕次郎、小林旭、赤木圭一郎、吉永小百合等を始めとする往年の国民的スター俳優の映画DVDや、その楽曲のCDの企画・制作・監修・解説執筆も行なう。映画DVDでは、東宝のハナ肇とクレージーキャッツ出演映画におけるオーディオコメンタリーのスタッフ・キャストへのインタビュー・聞き手を単独で担当。
『クレージー映画大全―無責任グラフィティ』（フィルムアート社、1997年刊行）で、共著の鈴木啓之、町田心乱らと共に、同オーディオコメンタリーを担当した。
その他、『ゴジラ』等の東宝特撮映画、市川崑作品等の多くのオーディオコメンタリーで、スタッフ・キャストへのインタビュー・聞き手を担当したことでも広く知られる。
CSの映画専門チャンネル「衛星劇場」にて、2008年放送開始のインタビュー番組『私の寅さん』にレギュラー出演し、国民的映画「男はつらいよ」シリーズの山田洋次、森﨑東、倍賞千恵子、前田吟、佐藤蛾次郎らを始め、当時の助監督や各技術スタッフにも個別にインタビューしたものが、それぞれ毎月放送されている。
なお、『私の寅さん』の内容をラジオに置き換えたような形で、2011年4月から、佐藤をパーソナリティーに「文化放送開局60周年特別企画『みんなの寅さん』 山田洋次映画監督50周年プロジェクト」として、『私の寅さん』を上回る幅広さの「男はつらいよ」の出演者、スタッフにインタビューを行っており、作品の魅力を解説するなどして、放送は500回を迎える（2013年3月現在）。
2011年12月より、「男はつらいよ」の舞台となった葛飾柴又での「男はつらいよ in 柴又帝釈天」イベント（松竹・ぴあ主催）のホストとして、イベントに出演。シークレットゲストとして、光本幸子、岡本茉利、榊原るみを迎えるなど、文化放送「みんなの寅さん」との連動で、”寅さん”ムーブメントを盛り上げている。
2012年12月15日 - 2013年2月1日にかけて、銀座シネパトスで「新春! みんなの寅さんまつり」をプロデュース。フィルムで味わう「男はつらいよ」をコンセプトに、光本幸子、岡本茉利、佐藤蛾次郎、榊原るみ、毒蝮三太夫、吉田照美、山田雅人、朝日新聞記者・小泉信一らを迎えて、トークショーを行った。2013年3月末に閉館した、銀座シネパトスでの名画座興行の歴代1位の動員を記録した。
音楽関係では、吉永小百合などの映画女優の他、美空ひばり、由紀さおりといった歌手のCDのプロデュース、解説執筆も行っており、2010年3月には、アメリカのジャズアンサンブル「ピンク・マルティーニ」と、由紀さおりのコラボレーションで話題となったCD「1969」のライナーノーツを担当し、解説が英訳され、世界版にも使用された。CDジャーナル(ウェブマガジン)にて、ピンク・マルティーニのリーダーでピアニストのトーマス・ローダーデール、ボーカルのチャイナ・フォーブスと由紀による対談のインタビュアー・構成を担当。
2011年2月には、美空ひばりの二十三回忌にちなんだイベント「HIBARI 7 DAYS」を佐藤剛らと共にプロデュース。ステージ上では司会も務めた。
2013年1月 - 3月、東京新聞夕刊「この道 犬塚弘 最後のクレイジー」の企画、構成を手掛ける。
2013年6月 - 10月、東京新聞夕刊「寅さんのことば 風の吹くまま 気の向くまま」を連載、後に2014年に単行本として書籍化。
2014年4月からは東京新聞 水曜朝刊「寅さんのことば 風の吹くまま 気の向くまま 第二部」を連載中。

## 主な著書
- 佐藤利明 編『植木等ショー！クレージーＴＶ大全』洋泉社、2010年10月23日。ISBN 978-4862486240。
- 佐藤利明『寅さんのことば 風の吹くまま 気の向くまま』中日新聞社、2014年1月23日。ISBN 978-4806206651。
- 佐藤利明『クレイジー音楽大全 クレイジーキャッツ・サウンド・クロニクル』シンコーミュージック・エンタテイメント、2018年8月20日。ISBN 978-4401646326。
- 佐藤利明『石原裕次郎 昭和太陽伝』アルファベータブックス〈叢書・20世紀の芸術と文学〉、2019年7月19日。ISBN 978-4865980707。
- 佐藤利明『寅さんのことば 生きてる? そら結構だ』幻冬舎、2019年12月11日。ISBN 978-4344035485。
- 佐藤利明『みんなの寅さん from 1969』近藤こうじ イラスト、アルファベータブックス〈叢書・20世紀の芸術と文学〉、2019年12月14日。ISBN 978-4865980745。
- 佐藤利明『番匠義彰 映画大全：娯楽映画のマエストロ』Amazon Kindleペーパーバック ISBN 979-8777191403
- 佐藤利明『笠置シヅ子ブギウギ伝説 : ウキウキワクワク生きる』 興陽館　2023/10/5

## 主な共著
- 若大将グラフィティ（角川書店、1995年）
- 無責任グラフィティ クレージー映画大全（鈴木啓之、町田心乱共編、フィルムアート社、1997年）
- 世紀末デビルマン読本 浦山珠夫名義編 （本の森出版センター 1998年）
- 唄えば天国―ニッポン歌謡映画デラックス (天の巻) / 同  (地の巻) （メディアファクトリー、1999年）
- Japanese Film 1955‐64―昭和30年代のヒットシリーズ 〈上〉/同 〈下〉（ネコ・パブリッシング、1999年）
- エノケンと〈東京喜劇〉の黄金時代（東京喜劇研究会 (編集)、論創社、2003年）
- 映画監督ベスト101 日本篇（新書館、2003年、川本三郎：編集）
- 小林旭 マイトガイ・スーパー・グラフィティ（日活 (編集) 、白夜書房、2004年）
- Hotwax責任編集 映画監督・舛田利雄〜アクション映画の巨星 舛田利雄のすべて〜（ウルトラ・ヴァイブ、2007年）
- 最後のクレイジー 犬塚弘 ホンダラ一代、ここにあり！（犬塚弘との共著、 講談社、2013年）

## 主な劇場用映画プログラム寄稿
- ザッツ・エンタテインメントPART3（松竹事業部、1994年）
- 男はつらいよ 拝啓車寅次郎様（松竹事業部、1994年）
- 釣りバカ日誌シリーズ（10 - 20・松竹事業部）
- インディ・ジョーンズ/クリスタル・スカルの王国（東宝出版・商品事業部、2008年）
- WALL・E/ウォーリー（東和プロモーション、2008年）
- 東京家族（2013年、松竹事業部）
- 劇場版名探偵コナンシリーズ（1998年 - 、東宝出版・商品事業部）

## 主なプロデュース・構成作品

### 映像作品
- 課長 痴魔耕作（共同脚本・河崎実監督、TMC、2002年）
- 女囚カオリ 監禁微罰房からの脱獄（共同脚本・河崎実監督、TMC、2002年）
- 高校教師 飼育の校舎（共同脚本・安藤尋監督、ENGEL、2003年）
- 女陰陽師〜陰魔侵蝕（共同脚本・東海林毅監督、ENGEL、2004年）

### 映像ソフト
- LD 『東宝ゴクラク座』シリーズ（解説も執筆・東宝、1994年）
- DVD『日活 DIG THE NIPPON』シリーズ（解説も執筆・日活、2003年）
- DVD『ゴジラ』（宝田明とオーディオ・コメンタリー・東宝、2000年）
- DVD『小林旭 爆裂アクションDVD-BOX』（解説も執筆・日活、2006年）
- DVD『野良猫ロック DVD-BOX』（解説も執筆・日活、2006年）
- DVD『クレイジーキャッツ メモリアルDVD-BOX』（解説も執筆・スーパーヴィジョン、2007年）
- DVD『石原裕次郎 ゴールデン・トレジャー〜日活映画大全〜』（解説も執筆・日活、2009年）
- DVD『植木等 スーダラ BOX』（ポニーキャニオン、2010年）
- DVD『芦川いづみ DVDセレクション』（ハピネット、2010年）
- DVD『上を向いて歩こうDVDスペシャルコレクション』（ハピネット、2011年）
- DVD『渡哲也"無頼"COMPLETE DVD-BOX』（ハピネット、2012年）
- DVD『石原裕次郎 夢の箱』（ポニー・キャニオン、2013年）

### 音楽ソフト(CD)
- 『歌うエノケン大全集〜蘇る戦前録音編』（解説も執筆・ユニバーサルミュージック、2003年）
- 『エノケン ミーツ トリロー』（解説も執筆・EMIミュージック、2003年）
- 『クレイジーキャッツ コンプリートシングルス』 HONDARA盤/HARAHORO盤（解説も執筆・EMIミュージック、2005年）
- 『クレイジー・ムービーズ』 VOL.1/同 VOL.2（解説も執筆・EMIミュージック、2005年）
- 『小林旭マイトガイ・トラックス』シリーズ（解説も執筆・コロムビアミュージックエンタテインメント、2005年）
- 『小林旭コンプリート・シングルズ』シリーズ（解説も執筆・コロムビアミュージックエンタテインメント・日本クラウン・ガウス・ユニバーサルJ・Sony Music Direct、2005年）
- 『-SPECIAL BOX- 尾崎紀世彦の世界』（解説も執筆・ユニバーサルミュージック、2007年）
- 『釣りバカ日誌20周年記念スペシャル 〜ハマちゃんとスーさんの20年〜』（解説も執筆・ユニバーサルミュージック、2007年）
- 『吉永小百合 映画歌謡曲集〜日活篇〜』（解説も執筆・ビクターエンタテインメント、2008年）
- 『男はつらいよ 寅次郎音楽旅 〜寅さんの“夢”“旅”“恋”“粋”〜』（解説も執筆・USMジャパン、2008年）
- 『いきる/由紀さおり』（解説・EMIミュージック、2009年）
- 『Love Songs〜また君に恋してる〜/坂本冬美』（解説・EMIミュージック、2009年）
- 『森繁久彌 わがセンチメンタルの碑』（解説・ユニバーサルミュージック、2009年）
- 『森繁久彌 歌の旅 映画の人生』（企画監修・ビクターエンタテインメント、2010年）
- 『Love Songs2 〜ずっとあなたが好きでした〜/坂本冬美』（解説・EMIミュージック、2010年）
- 『草原の輝き（Splendor in the Grass）』（日本版解説・ユニバーサルミュージック、2010年）
- 『男はつらいよ 寅次郎音楽旅 みんなの寅さん』（プロデュース・解説、SHOCHIKU RECORDS、2011年）
- 『吉永小百合 ベスト100』（監修・解説、ビクターエンタテインメント、2012年）
- 『日活100年101映画』（プロデュース・解説・テイチクエンタテインメント、2012年）
- 『男はつらいよ×德永英明 新・寅次郎音楽旅』（プロデュース・解説、ユニバーサルミュージック、2012年）
- 『木下惠介と木下忠司の世界 100th Kinoshita Keisuke』（企画・構成・解説: 佐藤利明 監修: 木下忠司、Sony Music Distribution (Japan) (発売) 2012.11
- 『男はつらいよ 寅次郎音楽旅〜寅さんのことば』（プロデュース・解説、ユニバーサルミュージック、2014年）

### ピンク・マティーニのアルバム
- CD『1969』（日本・世界版解説・ユニバーサルミュージック、2011年）
- CD『サンパティーク』（解説・ユニバーサルミュージック、2012年）
- CD『ハング・オン・リトル・トマト』（解説・ユニバーサルミュージック、2012年）
- CD『ヘイ・ユジーン』（解説・ユニバーサルミュージック、2012年）
- CD『草原の輝き』（解説・ユニバーサルミュージック、2012年）

### その他
- DVD『ゴジラ』（音声特典オーディオコメンタリー・聞き手、2001年）
- DVD『三大怪獣 地球最大の決戦』（音声特典オーディオコメンタリー・聞き手、2001年）
- DVD『ガス人間第一号』（音声特典オーディオコメンタリー・聞き手、2002年）
- DVD 『フランケンシュタインの怪獣 サンダ対ガイラ』（音声特典オーディオコメンタリー・聞き手、2002年）
- フィギュア 『GOLDENSTAR ゴールデンスタア 日本一の無責任男 植木等』（製作総指揮・タカラトミー、2007年）
- トミカリミテッドヴィンテージ（トミーテック、2007年 - ）
  - 東宝名車座／日活名車座／西部警察／太陽にほえろ!シリーズ（作品解説）
  - 昭和のラジオデイズ（取材・構成）

## 主な出演ラジオ番組
※特記なきものはパーソナリティ。
- NHK-FM
  - 特選 映画音楽百年（1995年8月・帯番組。加山雄三、宝田明、高島忠夫をゲストに迎えた）
- TBSラジオ
  - 大沢悠里のゆうゆうワイド土曜日版 - 2016年10月8日、ゲスト
  - 爆笑問題の日曜サンデー（2020年8月30日 -  サンデーマナブくん　ゲスト）
- 文化放送
  - みんなの寅さん（第1期）（2011年4月4日 - 2013年3月29日・帯番組。映画「男はつらいよ」シリーズの出演者・スタッフを幅広くゲストに迎える）
  - 続・みんなの寅さん（2013年4月7日 - 2014年3月30日）
  - 新・みんなの寅さん（2014年4月6日 - 9月28日）
  - みんなの寅さん（第2期）（2014年9月30日 - ）
  - 『吉田照美 飛べ! サルバドール』内コーナー「夕暮れの阿久悠」レギュラーゲスト[注 3]
  - 文化放送ライオンズナイターSET UPスペシャル 星空の阿久悠（2014年5月8日）
- ラジオ日本
  - 佐藤利明の唄えば天国（2014年10月1日 - 12月31日）
- ホームドラマチャンネル
  - オリジナル特番「笠置シヅ子ブギウギ伝説（前編・後編）」（2024年3月、6月）

## 主な出演テレビ番組
- 衛星劇場
  - 私の寅さん（レギュラー出演・2008年 - ）
  - 日本映画監督列伝（準レギュラー出演・2008年 - ）
  - 男優☆伝説（準レギュラー出演・2008年 - ）
  - 女優は語る（準レギュラー出演・2009年 - ）
- 武田鉄矢の昭和は輝いていた